# نیکولای پریلژااف
نیکولای پریلژااُف (انگلیسی: Nikolai Prilezhaev; ۱۵ سپتامبر ۱۸۷۷ – ۲۶ مهٔ ۱۹۴۴) شیمی‌دان اهل امپراتوری روسیه بود. واکنش پریلژااُف در شیمی آلی به افتخار وی نامگذاری شده است.